# Mastacembelus moorii
Mastacembelus moorii là một loài cá thuộc họ Mastacembelidae. Nó được tìm thấy ở Burundi, Cộng hòa Dân chủ Congo, Tanzania, and Zambia. Các môi trường sống tự nhiên của chúng là sông, hồ nước ngọt, and inland deltas.

## Hình ảnh

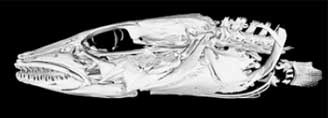